# Cidade FM (São Luís)
Cidade FM é uma emissora de rádio brasileira sediada em São Luís, capital do estado do Maranhão. Opera no dial FM, na frequência 99.1 MHz, e é afiliada a Rádio Deus é Amor. Pertence ao Grupo Cidade de Comunicação, de propriedade de Marco Antônio Vieira da Silva, que também detém a TV Cidade. Desde sua fundação, tinha uma programação de entretenimento e música, que por muitos anos foi líder de audiência em toda a cidade. No entanto, devido à uma crise no conglomerado, teve 100% da sua programação arrendada em 1º de março de 2015 para a Igreja Pentecostal Deus é Amor.

## História

### Independente (1983 a 2015)
A Cidade FM entrou no ar no dia 8 de setembro de 1983, no dia de aniversário de São Luís, que completava 371 anos de fundação, e também no mesmo dia do surgimento da sua co-irmã TV Ribamar, que completava 2 anos de fundação.
Desde que surgiu, a rádio passou ser vice-líder em vários horários, principalmente com programas de músicas românticas, populares, MPB local e nacional, incluindo reggae jamaicano (entre eles Bob Marley e Jimmy Cliff) e local (Tribo de Jah).
Em 1996, conseguiu a façanha de desbancar a líder Difusora FM, graças às mudanças na programação, entre 1993 a 1995, com inspiração na programação e vinhetas da Cidade FM do Rio de Janeiro.
Sua maior audiência estava com o locutor Stênio Kavazaki, apresentador dos programas Cidade Nota 10, Momentos de Amor e Madrugada da Cidade. A emissora também dava espaço aos programas musicais de reggae Nat Reggae, Reggae Point e Cidade Reggae. Entre os populares, de segunda à sábado, destacavam-se o Bom Dia Cidade, As Mais Mais da Cidade (apresentado com Silvana Lobato), Sucessos Nota 10 e Disque Cidade. Foi na emissora que o radialista Léo Felipe ganhou notoriedade inicialmente no estado do Maranhão, onde apresentou programas de grande audiência no horário matutino e vespertino, mais tarde deixando a emissora para coordenar a Difusora FM. Na CIdade também se notabilizou o DJ Claudinho Polary,  com o Hot Mix,  espaço dedicado à música jovem, bem como nos fins de semana, o Pagode na Cidade e o Domingão Cidade abriam espaço para o pagode e a música sertaneja.
Depois de 1998, com a popularização de novos ritmos musicais, o surgimento de novas emissoras e o aperfeiçoamento da programação de outras, a Cidade FM passa a modificar a programação para não perder audiência. No fim da década de 2000, com a queda nos índices de audiência, a Cidade FM perde o posto de primeira colocada para a Mais FM e termina novamente superada pela Difusora FM, ficando na 3ª posição.

### Rádio Deus é Amor (desde 2015)
Em fevereiro de 2015, saem notas na imprensa de que a emissora teve sua programação totalmente arrendada para a Igreja Pentecostal Deus é Amor, devido a crise financeira que se instaurou no Grupo Cidade de Comunicação. No decorrer do mês, vários programas da emissora foram sendo extintos, e sendo substituídos por programações musicais. Ao mesmo tempo, vários profissionais como produtores e locutores iam sendo dispensados. A emissora levou sua programação normal ao ar pela última vez em 28 de fevereiro, e em 1º de março, passou a retransmitir a programação da Rádio Deus é Amor, rede de rádios evangélica pertencente a IPDA, e encerrando uma história tradicional de quase 32 anos no rádio maranhense.
No dia 12 de fevereiro de 2024, devido a um temporal que atingiu São Luís e a Região Metropolitana, a emissora teve suas transmissões interrompidas por conta da queda torre de transmissão da rádio, localizada na região do Parque Bom Menino, que sofreu sérias avarias,, provocando a queda do sistema irradiante. 